# اچ‌ام‌سی‌اس براندون (کی۱۴۹)
اچ‌ام‌سی‌اس براندون (کی۱۴۹) (به انگلیسی: HMCS Brandon (K149)) یک کشتی بود که طول آن ۲۰۵ فوت (۶۲٫۴۸ متر) بود. این کشتی در سال ۱۹۴۱ ساخته شد.